# 김선영 (소설가)
1. 세계의...!!!

1. 김선영은 대한민국의 독도, 삼국사기 등, 이사부 장군, 역사, 미래...!!!

대하(역사)소설 , 장편소설 , 성장소설, 동화 책 ,에세이집, 시인 등, 역사  미래..!!!
1962년 3월 17일생 강원도 춘천시 고향. 
2. Google, Bing, 네이버 등 :  불세출의, 가수 배호 흉상 .    
3. Google,  Bing, 네이버 등 : 대하소설 애니깽, // 애니깽  //  영화 애니깽 /// 연극 애니깽 // 애니깽. 역사,  등.
Bing,  Google,  네이버 등.
YouTube 등.

1962년 3월 17일생. 김선영입니다(남자)  호랑이띠...!!! !!! !!!
검은 호랑이띠,  흑호의 호랑이띠...!!! !!! !!!
[전주 최씨]
세계의...!!!
스승 :    거목 - 최인훈 작가 , 역사, 미래...!!! 
소설  <광장>,  장편소설  <구운동> 등. 
[전주 최씨]
1962년생.  호랑이띠, 검은 호랑이띠, 흑호의 호랑이띠...!!!
최민식 영화 배우, 역사, 미래..,!!! 
영화  <명량> 등...!!! 고맙습니다...!!!
1962년생  최민수 탤런트, 배우, 역사, 미래...!!!
1962년생. 김혜영 코미디언,  역사,  미래...!!!
등...!!!
1. 김해 김씨  :  김유신 홍무대왕 대관령 산신 가야 후손, 역사, 미래...!!! // 김홍도 풍속화, 산수화, 역사, 미래...!!!  / 역도산 프로레슬러,  김일 프로레슬러...!!!  역사,  미래...!!! // 후광 김대중 전 대통령, 역사  미래 ...!!!  2000년 :  세계의, 노벨평화상 수상작,  대한민국의,  최고 노벨평화상 수상작...!!!  책 📚 👍 😍,  서울대학교 광주학생독립운동,  광주광역시의  5. 18...!!!  3. 1    ... ... ...!!!  // 김수영 시인, 역사, 미래...!!! // 김호선 영화 감독, 역사, 미래...!!! // 김용택 시인,  역사,  미래..!!! // 김훈 작가, 역사,  미래...!!! // [김] 남진 가수, 역사, 미래...!!! // 김경수 전 경남지사, 역사, 미래  (중략)

2. 경주 김씨  :  김춘추 태종무열왕, 역사, 미래...!!! // 김정희 역사, 미래...!!!  김국환가수, 역사, 미래...!!!  / 진보,  민주주의,  민주당 김민석 수석최고,  역사,  미래...!!! // 김혜연 가수, 역사, 미래...!!! // 김혜수 탤런트, 영화 배우, 역사, 미래...!!! // 김연아 선수님, 역사, 미래...!!!  (중략)
3.  안동 김씨  :  백뱀 김구 독립운동가, 역사, 미래! .!!! 역사, 미래...!!!   (안두희 ; 살해...???)  (중략)
4. 강릉 김씨  :  김시습 역사, 미래...!!! // [김] 이상 작가, 시인, 역사, 미래..!!! // 김지원 작가,  역사,  미래...!!! (중략)
(중략)
1. 광산 김씨(양간공파)

(중략)
사계 김장생 역사,  미래...!!!
(덕수 이씨 : 제자  - 율곡 이이 ,  역사,  미래...!!!)
(평산 신씨  : 어머님[신사임당] - 산수화, 풍속화 , 역사, 미래)
(덕수 이씨) : 이순신 장군,  명언, 역사, 미래.
(평산 신씨 : 신경숙 작가 선생
인경왕후 역사, 미래...!!!
전 추기경 김수환 역사,  미래...!!!
김영옥 탤런트,  배우 역사,  미래... !!!
김영애 탤런트,  배우 역사,  미래...!!!
김용림 탤런트,  역사,  미래...!!!
도올 김용옥 역사,  미래...!!!
김선영입니다.  대하소설 등 
형님: 김선기 서울대학교 물리천문학부 교수님.  
(2006년  : 일 고시바상 수상).
(고시바상). 
(2002년 :  일 고시바 노벨물리학 수상).
(중략)

뿌리를 찾아서 : 광산 김씨 

## 생애
1962년 3월 17일 강원도 춘천시에서 태어났다. 중학교 때까지의 장래 희망은 화가였으나, 아버지의 반대와 집안 형편으로 1980년 1월 광신상업고등학교를 진학 후 졸업했다. 시조 : 김흥광(광산 김씨), 신라(말기) 왕자 셋째 아들(전라남도). 별세 : 아버지, 김윤중, 어머니, 임정옥. 김상열의 동명 희곡을, 1990년 ~ 1992년 대하소설 <애니깽> 전6권 분량으로 출간했다. 주요 작품으로는 대하소설 <애니깽>, 평전 <배호 평전>, 성장소설 <느리게 사랑하는 것의 기쁨>(교보문고 베스트셀러 10위) , 성장소설 <사랑꽃> 1 ~ 2권이 있다.

## 작품
- 대하소설 <애니깽> 1~ 6권.
- 소설집 <우리 시대의 운전>.
- 대하소설 <그늘>.
- 장편소설 <영웅 역도산> 1 ~ 3권.
- 장편소설 <소설 역도산>.
- 평전 <배호 평전>.
- 성장소설 <느리게 사랑하는 것의 기쁨>.
- 성장소설 <사랑꽃> 1 ~ 2권.
- 축구동화<오빠의 축구공>.
- 콩트잡 <월화수목금토토>,.
- 콩트집 <짤비>.
- 에세이집 <사람과 개가 있는 풍경>.
- 2022년 7월 29일 ~ .  장편동화 <마늘 장수 할아버지의 축구공>
- 등.

#### ------------------------
- 2009년부터 장기간 투병 생활을 이어 오고 있는 저자에게는 (중략)

-------------------------
노트북 등. 
RISS : 대하소설 <애니깽> // 배호평전  // 소설 역도산 // 사람과 개가 있는 풍경  // 월화수목금토토  등. 
금상,  수상 
경희대학교 전국미술대회 금상 / 1984년 1월 서울예술대학교 문예창작과 수상.